# Émile Charles Dameron
Émile-Charles Dameron, né Charles Émile Jean Dameron le 20 mai 1848 à Paris, ville où il est mort le 21 janvier 1908, est un peintre français.

## Biographie
Élève de Léon Germain Pelouse et de Constant Troyon, Émile Dameron est peut-être encouragé par celui-ci à se rendre à Pont-Aven. Il peint également à Clisson, Dinard et Concarneau. Mais la vente de l'atelier révèle un artiste vagabond et le voyage en Bretagne semble être un simple épisode des débuts de sa carrière.
Il se rapproche du style de l'École de Barbizon où la nature et ses personnages constituent le thème central des œuvres picturales.
Il meurt le 21 janvier 1908 au sein de la clinique Oudinot dans le 7e arrondissement de Paris, et, est inhumé au cimetière du Montparnasse (12e division).

## Œuvres principales

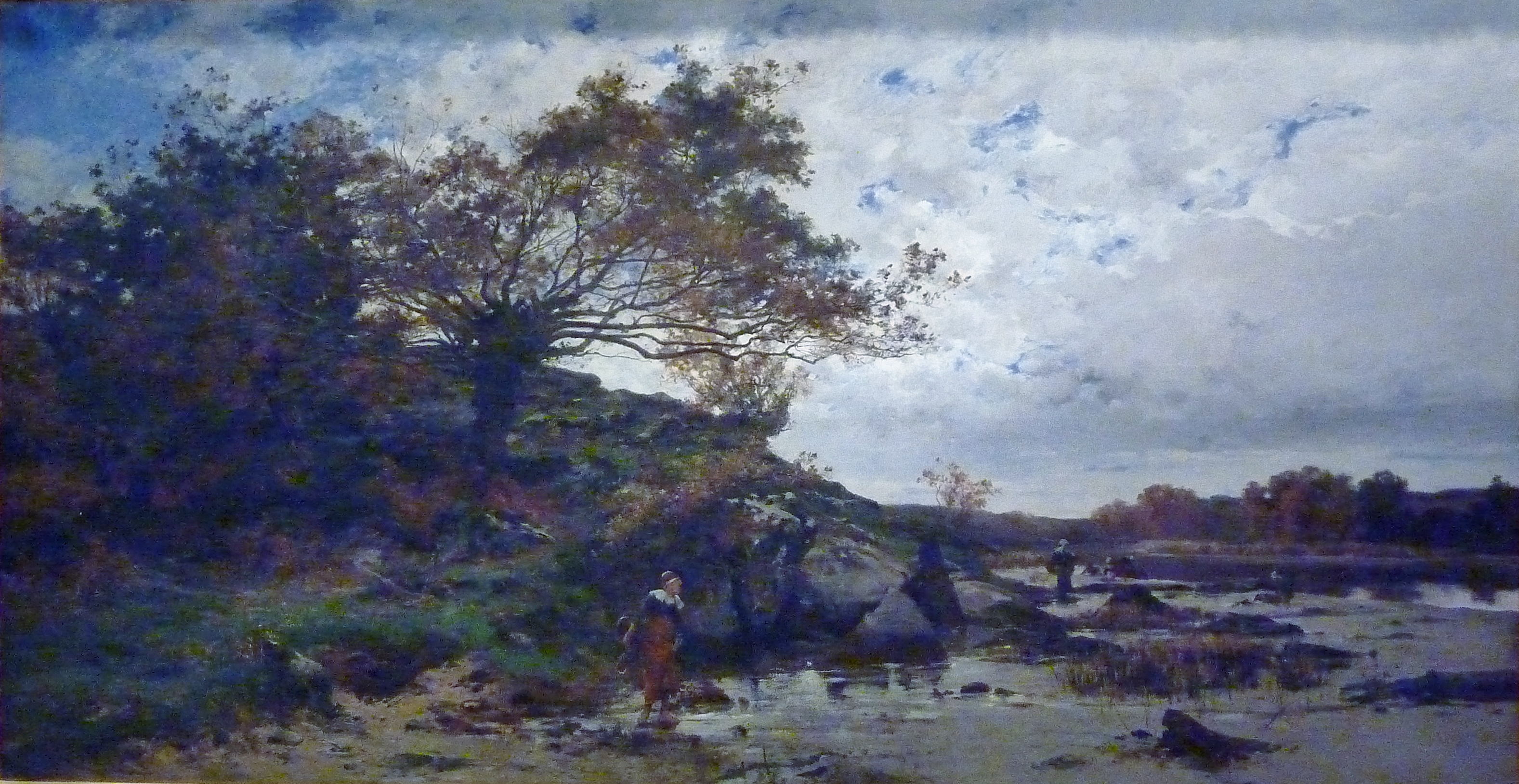
Émile Charles Dameron : Au bord de l'Aven (vers 1878, Musée des Beaux-Arts de Quimper).

- Luchon. chemin du Port de Vénasque, huile sur toile. Publié dans Gouffres, chaos, torrents et cimes, p. 111.
- Au bord de l'Aven [près de Pont-Aven] (1878, Musée des Beaux-Arts de Quimper.

## Élèves
- Henri Alphonse Barnoin (1882-1940)